# Székkutas
Székkutas község Csongrád-Csanád vármegye Hódmezővásárhelyi járásában. 12 399 hektáros kiterjedésével a megye legnagyobb közigazgatási területű községe, kiterjedése felülmúlja a vármegye összes (nyolc) nagyközségének területét is.

## Fekvése
A megye keleti szélén terül el, kelet és délkelet felől is már Békés vármegyéhez tartozó települések határolják. Békésbe esik a legközelebbi város is, a mintegy 12 kilométerre fekvő Orosháza; Hódmezővásárhely, a térség másik nagy városa 18 kilométerre fekszik tőle. Északi szomszédai Nagymágocs és Árpádhalom, kelet felől Orosháza és Kardoskút a határosai, délkeleti szomszédja Békéssámson, dél és nyugat felől hódmezővásárhelyi külterületek övezik, északnyugatról pedig Derekegyházzal határos.

### Megközelítése

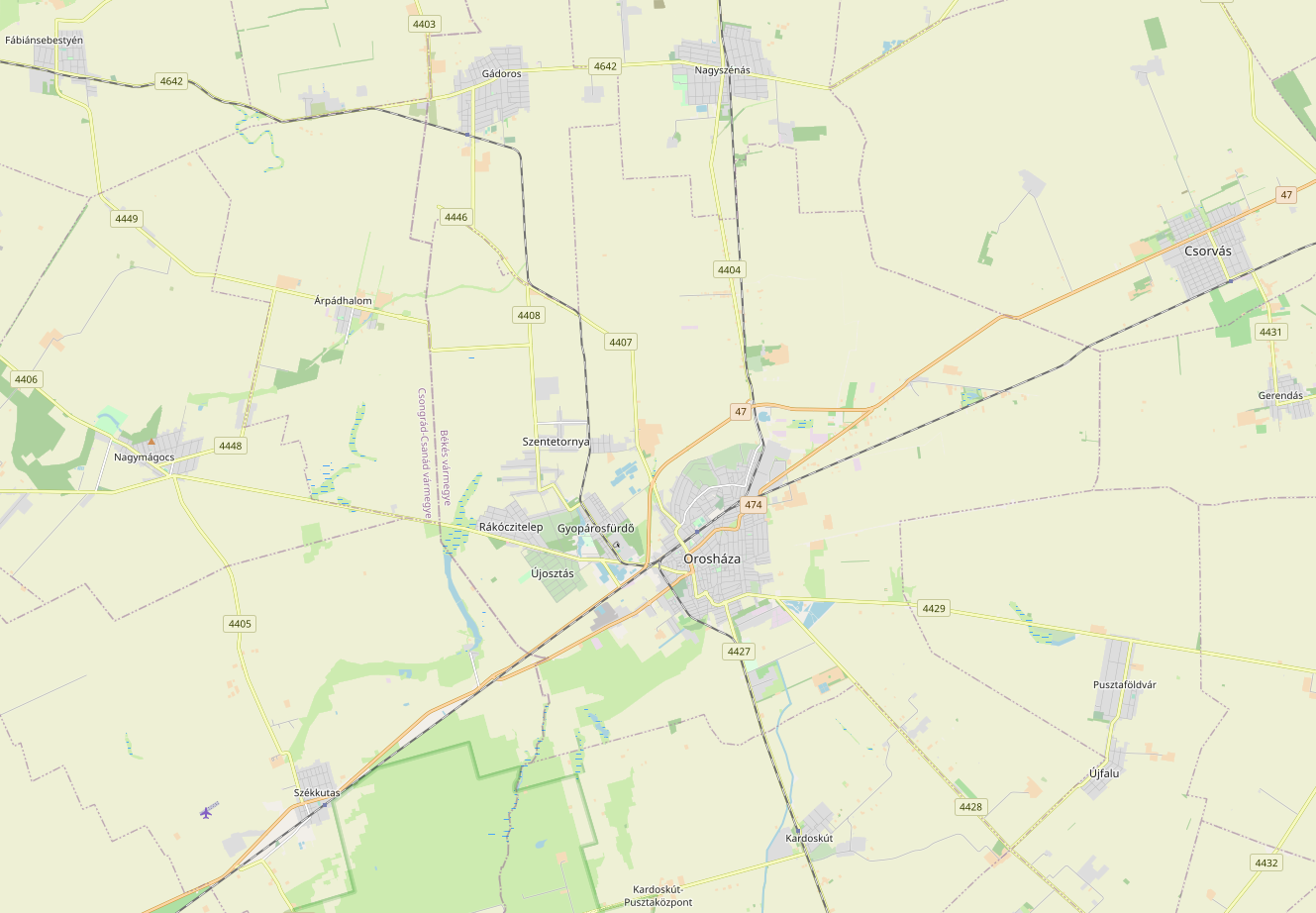
A község Orosháza környéke térképén

Közúton a település legkézenfekvőbb megközelítési útvonala a 47-es főút, amely északkelet-délnyugati irányban áthalad a belterületén, így ezen érhető el Szeged-Hódmezővásárhely és Debrecen-Békéscsaba-Orosháza irányából is. Északi szomszédjával, Nagymágoccsal a 4405-ös út köti össze, déli külterületeit a 4418-as és 4419-es utak érintik, északi határszélén pedig elhalad a 4406-os út is. Kakasszék településrészére és az ottani kórházhoz a 44 118-as számú mellékút vezet, és székkutasi területen válik el a 47-es főút Orosháza belvárosát elkerülő szakasza a régi, városon átvezető útvonaltól, ami az elkerülő átadása óta a 474-es útszámozást viseli.
A 47-es főútvonalon haladó távolsági autóbuszjáratok mind megállnak Székkutason, így a községbe Szeged, Békéscsaba és Debrecen felől is közvetlen járattal lehet eljutni. Továbbá Szentes felé is rendszeresen közlekednek buszok.
Vasúton a település a MÁV 135-ös számú Szeged–Kötegyán-vasútvonalán érhető el, amelynek hajdan négy megállási pontja is volt itt: Szeged vasútállomás felől sorrendben Kutasi puszta megállóhely, Székkutas vasútállomás, Szőkehalom megállóhely és Kakasszék vasútállomás; jelenleg azonban már csak Székkutas vasútállomás üzemel. Az állomás a településközpont déli részén található, a 47-es főút felől a 44 321-es számú mellékúton érhető el, a 4419-es úttal pedig egy önkormányzati út köti össze.

## Története
Székkutas község Magyarország Dél-Alföld Régiójában, Csongrád-Csanád vármegye középső részének keleti felén fekszik. A járás a Körösök és a Maros folyó által lehatárolt Körös-Maros közi síkság területén helyezkedik el, Dél-Tisza völgyét és a Csongrádi-síkot érinti.
Székkutas népessége: 2362 fő. Tengerszint feletti magassága 80 és 101 méter közötti. Földjét a Körös, Maros és Tisza folyók áradmányai képezték. A kakasszéki és Kútvölgyi-ér két oldala homokos természetű. A táj takarója viszonylag változatos. A határban van televény, de van szikes, agyagos és mésztartalmú rész is. A talajtakaró nagyobb részén csernozjom talajtípusok találhatók. Ezen belül a legnagyobb területre agyagos vályog, gyengén savanyú kémhatású, mélyben sós réti csernozjom talajok terjednek ki. A védett ártéren a humuszos öntéstalajok, a hullámtéri területen pedig nyers öntéstalajok a jellemzőek.
Székkutastól délkeletre földutakon járható be az egészen a kardoskúti rezervátumig elnyúló ficséri puszta. A pusztán, főleg a szikes foltokon terem – napjainkban is – a kamilla. Jelenleg is működik az ország egyik Herbária kirendeltsége, mely munkahelyteremtés szempontjából is igen fontos a helyieknek.
A falu területén már az avar korban is éltek emberek, melyet bizonyítanak az ásatások során feltárt sírok is. Nevét már 1426-ban említik az oklevelek KWTAS néven, melyet egy itteni kútról kaphatott. Az idők folyamán Peres, Pörös, Veres Kutas neveken szerepelt a település. A leggyakrabban használt Peres előnév a terület tulajdonjogáért folytatott hosszú perek miatt ragadt rá, melyeket a XVI. század elején a Pető család, a csanádi Káptalan és a Porkoláb család folytattak. A helyi hagyomány szerint a Veres előnevet, a falu szélén ma is álló, egykoron veresre festett csárdáról kaphatta. Ennek az épületnek a másik érdekessége, hogy a faluban ez a legidősebb építmény, több mint 200 éves. 
A település 1554-ben a gyulai vár tartozéka lett, a török adóztatta és szerepelt a török adókönyvében is. 1566-ban, miután a gyulai vár elveszett, Kutas Lugcsi János, Vásárhely urának birtokába került és így Vásárhely része lett. Úri nagybirtok a község területén egyáltalán nem létezett, viszont néhány parasztbirtok igen. Tagjait a kisparasztság alkotta, akikből később munkások, cselédek és napszámosok lettek.
Simándi Béla tanyai tanító kezdeményezésére 1935. augusztus végén Vásárhely-Kutason és Hódmezővásárhelyen írótalálkozót rendeztek, amelyen 26 író vett részt, az ország minden tájáról. Ezt lehet tekinteni a népi írók első országos megmozdulásának. A rendezvényen megjelenteket Gregus Máté köszöntötte.

### A megvalósult önállóság
A település életében lényeges változás 1950-ben kezdődött, amikor a Tanyai Tanács megkezdte a tanyaközpontok, illetve az önálló tanyai községek létesítését. Ennek eredményeként létrejött egy határozat, mely szerint a sok szétszórt tanyából önálló tanyaközséget kell kialakítani. 1950 januárjában a BM. 5203-35-8/1949. I. 8. szám alatt kiadott rendelete értelmében a község Vásárhelykutas néven kivált Hódmezővásárhely közigazgatása alól, önállóvá vált.
Területe akkor 22 815 katasztrális hold volt, és a lakosság száma: 4095 fő. E területnek, mint a vásárhelyi „Nagypuszta” más területeinek is, már korábban is voltak önállósodási törekvései, de azok nem jártak eredménnyel. A település az összes elsőfokú közigazgatási hatáskör gyakorlására feljogosult, kivéve az iparügyeket, melyet Hódmezővásárhely hatáskörében hagytak. 1950. január 16-án megtartották a községalapító gyűlést, ahol sor került a képviselő-testület, a községi elöljáróság tagjainak megválasztására, illetve a vezetőjegyző kinevezésére. 1951-ben megépült a tanácsháza a község mai központjában. A település nevét az újonnan alakuló városi tanács változtatta Székkutasra.
A közigazgatási felügyeletet ideiglenesen a városi tanács látta el. Egy fél évnek kellett eltelni mire megjelent a rendelet, hogy a község a szentesi járáshoz fog tartozni. Az önállóvá vált faluban az alábbi közintézmények, középületek, szervezetek működtek ekkor: MDP, DÉFOSZ, EPOSZ, MHSZ, közigazgatási kirendeltség, 2 templom, óvoda, Zöldkereszt, földművesszövetkezet, malom, 6 daráló, mozi, 2 posta, vasútállomás, 3 vasúti megálló, gyógyszertár, gyógyintézet (Kakasszék), gyógyfürdő. 2 orvos, 2 állatorvos, 1 bába. 7 kül- és 2 belterületi iskola.

### Fehér Gárda
Az 1948-as évben nagyjából befejeződött a kommunista hatalomátvétel a szovjet megszállás Magyarországon. A politikai hatalmat birtokló kommunista párt hozzákezdett a gazdasági hatalom megszerzéséhez is. Az iparosítás mellett megindult a mezőgazdaság szovjet mintára történő kollektivizálása, a szövetkezetek létrehozásával. Sorra jelentek meg a parasztságot sújtó rendelkezések a szövetkezetesítésről, valamint a beszolgáltatási kötelezettségekről, a tanyarendszer felszámolásáról. A parasztság elégedetlensége érthető módon országszerte nőtt, az őket sújtó, megélhetésüket, létüket fenyegető intézkedések hatására. A Hódmezővásárhely és Orosháza közötti tanyavilágban élők mindennapjait is átható létbizonytalanság és a meglévő az erős remény hatására 1949-ben ellenállási mozgalom szerveződött.
A szervezkedés motorja a Felvidékről származó Blahó János lett, aki elsőként Kovács István székkutasi szeszfőzdést szervezte be, akihez pálinkát főzni járt. Blahónak a szervezkedéshez, egy Fekete álnéven bemutatkozó, minden bizonnyal az államvédelemnek dolgozó ember adta meg a „kezdő lökést”, akinek kilétéről a rendőrségi eljárás során sem derült ki semmi. Ezzel a mozgalom 1949 augusztusában megkezdte működését és a szervezők aktivitásának köszönhetően gyorsan gyarapodott a tagok létszáma, rokoni, baráti, ismeretségi kapcsolatokon keresztül több száz fő került kapcsolatba a Fehér Gárdával. A szervezkedés társadalmi összetételét vizsgálva jelentős létszámban vettek részt benne kulákok, vagy kuláknak bélyegzettek, szép számmal fordultak meg középparasztok és egyszerű földművesek is, sőt, akadt kézbesítő, vadőr, rendőr, újságíró, ügyvéd, vagy orvostanhallgató is a szervezkedők között. A szervezkedés főként a tanyavilágban fejtette ki a legnagyobb aktivitást, de a városokban, illetve falvakban is elterjedt a mozgalom. A kezdettől fogva jelen lévő informátoroknak köszönhetően az ÁVH viszonylag pontos képet alkotott a szervezkedés struktúrájával, személyi összetételével, területi elhelyezkedésével kapcsolatban.
1950. július 16-án este a nagymágocsi kocsmából motorkerékpárral hazafelé induló Blahót az útközben felvett ismeretlen utasa minden valószínűség szerint leütötte. Az árokban fekvő Blahóra a tejeskocsis talált rá másnap reggel, kinél az orvosi vizsgálat során egy pisztolyt találtak. A kiérkező rendőrök Blahót őrizetbe vették, és a rendőrőrsre szállították. Az ÁVH a megfelelő mennyiségű információk birtokában 1950 őszén látott hozzá a mozgalomban részt vevők begyűjtéséhez. Az összegyűjtött embereket először Hódmezővásárhelyre vitték, egy Ady Endre utcai ház pincéjébe, ahol már folyamatosan verték az elfogottakat, majd átszállították őket a szegedi Tisza szálló (akkori szegedi ÁVH parancsnokság) épületébe, ahol szintén a pincében, kialakított zárkákban, embertelen körülmények között tartották őket fogva. Az első tárgyalásra 1951 januárjában került sor, ahol az első- és másodrendű vádlottak – Blahó János és Kovács István – halálbüntetést kaptak, a többi vádlottat súlyos, öt évtől életfogytig terjedő szabadságvesztésre ítélték és további huszonkét főt internáltak.

### Falusi élet - városi komforttal
A vidéki közigazgatás rendezése tekintetében az egyik legfontosabb távlati cél a tanyarendszer felszámolás volt. A tanyaközpontok mellett a Kutas nagyságú falvakat szemelték ki a probléma megoldására. Az 1962-ben kiírt szocialista mintafalu tervének megvalósítási helyéül Székkutast jelölték ki. Az első feladat a közművesítés volt. Mivel még a háztáji gazdálkodás igen erősen jelen volt a faluban, a házak viszonylag távol voltak egymástól, a közművesítés nem lett volna gazdaságos. Első lépcsőben a közintézményeket a falu centrumában kellett elhelyezni, melyek közművesítése gazdaságosan megoldható és az idővel megszűnő háztáji termelés majd lehetővé teszi az üres területek beépítését. A Városépítő és Tervező Vállalat szakemberei a faluépítés ütemtervét is elkészítették. A legelső lépés a csatornázás, majd sorban elkészülnek a középületek, az orvosi rendelő, a gyógyszertár, a 16 tantermes általános iskola, a bölcsőde, az óvoda, az üzletház, az étterem, az eszpresszó, a posta, a tisztasági fürdő, a játszótér, a sportpálya, a szabadtéri színpad, az új piac, aztán a tágas-ablakos lakóépületek.
A második ötéves terv (1955-1960) időszakában ártézi kutat, törpe vízművet és körülbelül 6 kilométer hosszan vízvezeték-hálózatot építettek, megépült a József Attila Művelődési Otthon, mely teljes mértékben kielégítette a lakosság igényeit. A lakosság ellátását 4 belterületi és 7 külterületi bolt biztosította. A negyedik ötéves terv (1971-1975) során jelentős előrelépés történt az alapvető közművek megvalósításában, a közintézmények felépítésében. 1971. május 1-jén megkezdte működését a helyi tanács, melynek első elnöke Rácz István lett. Ebben az időszakban 1150 folyóméter vízhálózatot építettek, korszerűsítették a közvilágítást, bővítették a villanyhálózatot, járdát építettek közel három kilométer hosszban és elkészült a művelődési ház melletti gépkocsi parkoló is. A Lenin utcában sor került a közvilágítás korszerűsítésére. Jelentős előrelépésnek számított az ÁFÉSZ üzletházának felépítése, az óvoda felújítása és bővítése, a vágóhíd korszerűsítése és az új postaépület létrehozása. Az Új Élet Termelőszövetkezet takarmányboltja szintén a lakosság ellátását javította. 1972-ben felépült az új benzinkút. 1974 augusztusában felavatták a futballpálya villanyvilágítását.
1975. március elején átadták az új ABC áruházat. 1976-ban bővítették az óvodát, ezzel a falu összes óvodásának ellátást tudták biztosítani. 1977-ben átadták az új iskolát, megoldva a körzetesítés problémáját. A Művelődési Házban működő községi könyvtár a 70-es évek végén 11500 kötetes volt. 1970-ben 900 olvasója, 1976-ban már csak 750 beiratkozott olvasója volt. Az olvasószám csökkenésében szerepe volt a falu lakosságnak 3-4%-os csökkenése is. 1977-ben a feketehalmi és a szőkehalmi iskolában 300-300 kötettel fiókkönyvtárat is nyitottak.
1978. május 1-jén avatták fel a falu első köztéri szobrát, Tóth Valéria alkotását. 1979-ben az Új Élet Tsz megvásárolta a Hódgép helyi gyáregységét. 1980. május 1-jén felavatták a tornatermet, decemberben átadták az iskolát.
1985-ben újabb közműrendszerrel gyarapodott a falu. 1985. július 30-ai tanácsülésen bejelentették, hogy megkezdődött a gázvezeték építése és még az év október 11-én ünnepélyesen meggyújtották a megépült gázvezeték lángját. 
1986-ban a rendszerváltozás előtt utolsó tanácsi ciklusban a falu lakossága 2781 fő volt, ebből 936 ember élt tanyán, 1133 lakás, ebből 442 tanya.
Az eltelt esztendőkben a falu elvesztette népességének harmadát. A Hódmezővásárhelyi kistérségben leginkább Székkutas népessége apadt a legnagyobb (31,3%) arányban. Ennek egyik oka a városhoz történő elvándorlásban keresendő. Ugyanakkor a munkanélküliség itt a legalacsonyabb a 2005-ös adatokat tekintve. A székkutasi gyógynövénytermesztésnek és gyűjtésnek hagyománya van. Az ökológiai és talajadottságok mellett több évtizedes tapasztalattal párosul. Jelenleg a kistérségen belül csak Székkutason foglalkoznak 10 hektár nagyságú területen gyógynövény-termesztéssel. A korábbi termelőszövetkezeti és állami gazdasági birtokban lévő gyümölcsültetvények állaga az elmúlt időszakban jelentősen leromlott. Példa van viszont arra, hogy néhány egyéni gazdálkodó az elmúlt években (Székkutason 4-5 hektár) gyümölcsös telepítésébe kezdett.
A 18. század végén Vásárhelyre telepített felvidéki katolikus családok utódai az ottani falusi népszokásokat megőrizték. A vásárhelyi református családok már csak a vallási különbözőség miatt is más szokásokhoz ragaszkodtak (pl. böjtölés). A határ keleti részére beszivárgó orosháziak a dunántúli evangélikus hagyományokat ápolták. 1848-tól 1960-ig az itteni szabad parasztok tanyás gazdálkodást folytattak. A mezőgazdálkodás sikere nagymértékben függött az időjárástól, a betegségektől, a családi kapcsolatok alakulásától. Éppen ezért a velük kapcsolatos hiedelmek, babonás szokások, mágikus cselekvések még a 20. században is fönnmaradtak, bár egyre inkább csökkent a jelentőségük.
Mi lesz a kakasszéki megállóval?
Vettük és alább közöljük a kakasszéki megállóval kapcsolatos levelet abban a reményben, hogy a vasúti üzletvezetőség intézkedése nem fog késni.

Tekintetes Szerkesztő Úr!

Méltóztasson lapjában egy kis helyet adni ezen panaszos levelemnek.
Még 1921 júliusában egy kérvénnyel fordultunk a M. kir. Szegedi üzletvezetőséghez, azzal a kéréssel, hogy az Orosháza felől jövő reggeli vonatot Vásárhelykutasig még egyszer, vagy kétszer (73-as és 74-es őrház, vagy Kakasszék) állíttassa meg. Gondolva azt, hogy a szegedi üzletvezetőségnek nemcsak a pusztaiak kérelmével van dolga, vártunk hónapokig, amíg megjött a kérvényre a felelet, hogy a következő menetrend változáskor orvosolva lesz bajunk. Jelenleg nyolc hónapja és még mindig nincs semmi. Hát most azt kérdezem az illetékes köröktől, hogy mikor lesz menetrend változtatás? Majd talán a nyáron, amikor nekünk sincs olyan égető szükségünk a megállóra, mint most, amikor a nyakunkon a víz és meg se tudunk mozdulni? Azt bizonyára nem tudják az illetékes körök, hogy nemcsak Vásárhelykutas és környékén laknak emberek, hanem onnan még 25 kilométerre is, akik mindannyian erre a vonalágra vannak utalva, mert ha tudnák, akkor már az első kérvényünkre teljesítették volna
kérésünket.

Indokunk még az is, hogy sok szegény család járatná Vásárhelyre felsőbb iskolákba családját, de mert odahaza a nagy lakásínség miatt elhelyezni nem tudja, úgy gondolta, hogy reggel megy, este jön, de mert a vonat nem áll meg, így kénytelen vagy nem járatni, vagy otthon a hideg váróteremben hálatni.
 Az összes pusztai érdekeltek nevében
Karasz Péter gazdálkodó

## Közélete

### Polgármesterei
- 1990–1994: Sajti Mihály (független)[5]
- 1994–1998: Sajti Mihály (független)[6]
- 1998–2002: Vígh Viktor (független)[7]
- 2002–2006: Vígh Viktor (független)[8]
- 2006–2010: Varga Sándor Imre (független)[9]
- 2010–2014: Szél István (Fidesz-KDNP)[10]
- 2014–2019: Szél István (Fidesz-KDNP)[11]
- 2019–2024: Szél István (Fidesz-KDNP)[12]
- 2024– : Szabó Emese (Fidesz-KDNP)[1]

## Népesség
A település népességének változása:
| Lakosok száma | 2193 | 2140 | 1981 | 1920 | 1904 | 1907 | 1899 |
|               | 2013 | 2014 | 2017 | 2021 | 2022 | 2023 | 2024 |

2001-ben a település lakosságának közel 100%-a magyar nemzetiségűnek vallotta magát.
A 2011-es népszámlálás során a lakosok 80,2%-a magyarnak, 0,2% cigánynak mondta magát (19,8% nem nyilatkozott; a kettős identitások miatt a végösszeg nagyobb lehet 100%-nál). A vallási megoszlás a következő volt: római katolikus 25,4%, református 18,9%, evangélikus 0,8%, felekezeten kívüli 24,6% (30% nem nyilatkozott).
2022-ben a lakosság 91,5%-a vallotta magát magyarnak, 0,4% cigánynak, 0,1-0,1% németnek, szerbnek, lengyelnek, ruszinnak, görögnek, ukránnak és örménynek, 1,5% egyéb, nem hazai nemzetiségűnek (8,5% nem nyilatkozott; a kettős identitások miatt a végösszeg nagyobb lehet 100%-nál). Vallásuk szerint 15,5% volt római katolikus, 11,1% református, 0,7% evangélikus, 0,4% görög katolikus, 0,1% ortodox, 0,1% izraelita, 0,6% egyéb keresztény, 0,5% egyéb katolikus, 26,3% felekezeten kívüli (44,8% nem válaszolt).

## Nevezetességei
1920-as években Hugo Andreas Hartung (Netzschkau/Vogtland 1902. szeptember 17. - München, 1972. május 2.) későbbi német író Székkutason (akkor még Kutaspuszta) vendégeskedett. Az itt eltöltött idő élményeiből született az Ich denke oft an Piroschka (Gyakran gondolok Piroskára) című regénye (1954), amelyet később filmként is feldolgoztak. A film első jelenetében szereplő ölnyi hosszúságú állomásnév: Hódmezővásárhelykutasipuszta

## Híres emberek
- Itt született 1922. január 31-én B. Takács Sára orvos, emlékíró.
- Héjja Anett, a Retro Rádió szerkesztője és a Bochkor című reggeli szórakoztató műsor állandó szereplője is a nagyközségben nevelkedett.